# W-document
W-document is een Nederlands identiteitsdocument. Het is geen vreemdelingenpaspoort of vluchtelingenpaspoort.
Dit document is eigendom van de Nederlandse staat (Ministerie van Justitie) en wordt uitgegeven door de IND. Sinds 1994 vernieuwt de IND elk vier jaar het document om vervalsing of fraude te voorkomen. In Nederland wordt dit document alleen gebruikt door asielzoekers die nog geen verblijfsvergunning hebben gekregen, maar in afwachting zijn van een beslissing in hun asielaanvraag. Ook vluchtelingen die een verblijfsvergunning asiel voor onbepaalde tijd hebben aangevraagd en in afwachting zijn daarvan krijgen een W-document. Zo'n W-document is 1 jaar geldig.
De afmetingen zijn volgens een internationale standaard. Het pasje is aan de voorkant bedrukt met tekst, een pasfoto en bevat een geheugenchip. Het document is te herkennen aan de tekst 'W-document' en het logo van het Ministerie van Justitie. Verder bevat het document een v-nummer en een documentnummer.
Het W-document is een officieel identiteitdocument dat door de Europese Unie wordt erkend. Het document geldt alleen in Nederland als een geldige legitimatie. Het is geen reisdocument. Met dit document kan men ook geen aanspraak maken op andere officiële documenten, zoals het rijbewijs. Hierover schrijft het CBR het volgende :"Bij wet is bepaald dat mensen met een W-document (voor asielzoekers) en mensen met een verlopen A- tot en met F-vreemdelingendocument geen aanspraak kunnen maken op een rijbewijs. Het W-document is weliswaar een legitimatiebewijs, het is geen verblijfsvergunning en dus geen goed document om bij gemeente een rijbewijs te kunnen krijgen."

## W2-document
De IND kan vreemdelingen die geen identiteitskaart hebben een W2-document verstrekken, wanneer zij wel rechtmatig in Nederland verblijven maar verder geen identiteitbewijs hebben. Het gaat hier bijvoorbeeld om ex-asielzoekers van wie het W-document is verlopen, maar nog in afwachting zijn van verdere procedures.